# Liste de locutions latines commençant par C
Aller à l'index de locutions latines
c.Abréviation de circa.
ca.Abréviation de circa.
Cacoethes scribendi« Soumis à un urgent besoin d'écrire. » Monomane porté sur l'écriture, graphomane.
Cadavera vero innumera« Des cadavres vraiment innombrables. » Formule de l'auteur inconnu du Panégyrique latin, 311-312, après la bataille de Châlons de 274.
Cædite eos. Novit enim Dominus qui sunt eius« Tuez-les tous. Dieu reconnaîtra les siens. » Attribué sans justification à l'évêque Arnaud Amalric, avant le massacre de Béziers, lors de la Croisade des Albigeois (1209), par César d'Heisterbach, trente ans après les faits.
Cælum non animum mutant qui trans mare currunt« Ceux qui courent par les mers ne changent que le ciel au-dessus de leur tête ; ils ne changent pas leur âme. » Héxamètre d'Horace, Épîtres, 1, 11, 27. Voir ici le texte original.
Cæsar non supra grammaticos« César n'est pas au-dessus de la grammaire » Remonte au Concile de Constance, lorsque l'empereur Sigismund se trompa sur le genre du mot schisma (neutre car issu du grec, malgré son apparence féminine). Les cardinaux lui expliquèrent son erreur, ce à quoi il répliqua qu'en tant qu'Empereur, il était de son pouvoir de modifier le genre des mots. C'est alors qu'un cardinal se leva pour proclamer « Cæsar non supra grammaticos ».
Cætera desuntGraphie médiévale. Voir Cetera desunt.
Camera obscura« Chambre noire. »
Canis pugnax« Chien d'attaque ; chien méchant. »
Canis sine dentibus vehementius latrat« Un chien sans dents aboie plus vigoureusement. » “Chien qui aboie ne mord pas.”
Cantabit vacuus coram latrone viator« Le voyageur aux poches vides chantera au nez du voleur. » Juvénal, Satires, 10, 22. Voir ici le contexte.
CanulariumPseudo-latin forgé à l'École Normale supérieure pour désigner les épreuves de bizutage, en particulier les lavements administrés à l'aide d'une canule. Une personne ennuyeuse est aussi qualifiée de canule. L'expression s'est répandue en français sous la forme canular pour désigner des blagues ou des mystifications plus ou moins élaborée et de plus ou moins bon goût.
Capax Infiniti« Capable (d'accueillir) l'infini » Latin théologique de l'époque de la Réforme. Expression de Luther exprimant que l'Homme, fini, est susceptible d'accueillir l'Infinité divine. Relié aussi à l'hérésie docétique.
Captatio benevolentiae« Recherche de la bienveillance [de l'auditoire] » Procédé de technique oratoire.
Captatus, bene judicatus« Dès qu’il a été capturé, un accusé peut être jugé. » Adage juridique.
Caput inter nubila« La tête dans les nuages. » Virgile, l’Énéide, 4, 2, 175. Voir ici le texte latin original. "La Rumeur, si haut qu'elle se répand, indifférente."
Caput-mortuum« Tête de mort. » Terme d'alchimie : restes solides, dont on ne peut plus rien tirer, d'un corps soumis à la distillation. Figuré et ironiquement : ce qui reste d'efforts, de travaux, de projets, de combinaisons, de théories qui promettaient beaucoup et n'ont pas donné grand-chose.
Caritas in veritate« L'amour dans la vérité. » Troisième encyclique du pape Benoît XVI.
Carpe diem« Cueille le jour. »  Horace, Odes, 4, 11, 8. “Mets à profit le jour présent.” Voir ici le texte original. Voir aussi Æquo pulsat pede.
Carpent tua poma nepotes« Tes arrière-neveux cueilleront ces fruits. »  Virgile, Églogues, 9, 50. Vers imité par La Fontaine : “Mes arrière-neveux me devront cet ombrage.” (La Fontaine, Fables, 9, 8, Le Vieillard et les trois jeunes Hommes).
Carthago delenda est« Il faut détruire Carthage. » Caton l'Ancien. Voir Delenda Carthago.
Castigat ridendo mores« (La comédie) corrige les mœurs en riant. ». Formule forgée par le chanoine de Saint-Victor, Jean de Santeul (1630-1697), poète en vers latins, à l'intention de l'arlequin Dominique pour qu'il la mette sur la toile de son théâtre.
Casus belli« Cas de guerre. » Situation, événement susceptible d'entraîner une guerre.
Causa latet, vis est notissima« Si la cause est cachée, on ne peut méconnaître l'effet. » Ovide, Métamorphoses, 4, 287.
Causa mortis« Cause de la mort. »
Cave canem« Attention au chien. » Inscription trouvée à l'entrée d'une maison de Pompéi sur une mosaïque de sol représentant un chien.
Cave ne cadas« Prends garde à la chute. » Phrase traditionnellement proférée par l'esclave se tenant derrière l’imperator lors du triomphe.
Cave nil vino« Prends garde à manquer de vin. » (Proverbe ? [réf. nécessaire]).
Caveant consules ne quid detrimenti respublica capiatLorsqu'au temps de la République, dans les temps d'extrême péril, le Sénat de Rome accordait aux consuls des pouvoirs dictatoriaux, la formule d'investiture était : Caveant consules ne quid detrimenti respublica capiat « Que les consuls prennent garde que la République éprouve aucun dommage. »
Caveat emptor« Que l'acheteur soit vigilant. » C'est à l'acheteur de s'assurer que le bien acquis correspond à ses besoins.
Cedant arma togae« Les armes cèdent à la toge. » Cicéron, Des Devoirs, 1, 22, 77. "Le pouvoir militaire s'incline devant le pouvoir civil." Voir ici le texte source.
Celerius quam asparagi cocuntur« En moins de temps qu'il n'en faut pour cuire les asperges. » Formule prisée d'Auguste pour dire que les choses avaient été accomplies promptement. En français, on dirait : "En moins de temps qu'il n'en faut pour le dire". Autre forme : Velocius quam asparagi coquantur.
Cessante causa legis, cessat lex« Là où cesse la raison pour laquelle la loi a été adoptée (causa legis), là cesse son domaine d’application. » Adage juridique.
Cetera desunt« Tout ce qui manque. »
Ceteris paribus (sic stantibus)« Toutes choses égales (par ailleurs). »
cf.Abréviation de « Confer. »
Christianos ad leones« (Qu'on livre) les Chrétiens aux lions. » Formule attribuée fréquemment à Marc Aurèle mais qui se trouve dans Tertullien (Apologétique, 40, 2) dans un sens tout différent : voir ici.
Christus nos liberavit« Le Christ nous a libérés. » Victor Hugo, Les Misérables, titre du Volume I, Livre v, ch. 9.
Christus Rex« Christ Roi. » Une des titulatures de Jésus.
Cibi condimentum est fames« La faim est l'épice de tout plat. » Cicéron, Des vrais biens et des vrais maux, 2, 28, 90. Formule attribuée par Cicéron à Socrate. Voir le texte ici.
Circa« Vers, environ, approximativement. » Abrégé généralement "c." ou "ca." Employé le plus souvent avec une date : "ca. 1930" = "vers 1930".
Circulus in probando« Raisonnement circulaire. » Même sens que Circulus vitiosus.
Circulus vitiosus« Cercle vicieux » En logique : raisonnement dont les prémisses contiennent, en partie au moins, les conclusions. (Un cercle vicieux ne résulte pas nécessairement d'une volonté de tromper : il peut s'agir d'une erreur de raisonnement.) Voir aussi Circulus in probando.
Citius, Altius, Fortius« Plus vite, plus haut, plus fort ! » Devise des Jeux olympiques forgée par Pierre de Coubertin.
Cito, Longe, Tarde« (Pars) vite, loin et (reviens) tard. » Expression utilisé pendant la Grande peste, aussi connue sous le nom d'électuaire des trois adverbes. A donné son titre au roman de Fred Vargas, “Pars vite et reviens tard”.
Claves Sancti Petri« Les clés de Saint Pierre. » Un des symboles du Saint-Siège.
Clavis aurea« Clé d'Or. » Procédé permettant de percer les sens mystérieux de textes alchimiques ou théologiques.
Clericus vagans« Clerc vagabond. » (Au pluriel : Clerici vagantes.) Nom donné au XIIe siècle aux goliards, sorte de “hippies” avant l'heure, faisant la route ; chantant légendes saintes, textes d'Ovide ou de Catulle ; rimaillant paillardises ou parfois d'admirables ballades.
Codex Iuris Canonicis« Recueil du droit canonique. » Nom donné à l'ensemble des textes qui constituent le droit ecclésiastique canonique de l'Église catholique romaine.
Cœtera desuntGraphie médiévale. Voir Cetera desunt.
Cœteris paribusGraphie médiévale. Voir Ceteris paribus.
Cogitationis poenam nemo patitur« Nul ne peut être puni pour de simples pensées. » Adage juridique. Voir De internis non judicat praetor.
Cogito ergo sum« Je pense donc je suis » Descartes, Le Discours de la méthode, 4, (1637). Traduction en latin de la célèbre formule. Descartes a exprimé les mêmes idées dans ses Meditationes de prima philosophia (Méditations métaphysiques), 1641, en latin, mais sous une forme un peu différente. Voir ici comment Descartes y exprime ses idées en latin (avec traduction française).
Coitus interruptus« Accouplement interrompu ». Moyen rudimentaire et frustrant de contraception consistant à retirer le membre masculin du vase féminin avant l'éjaculation. En toute rigueur, ce procédé devrait être appelé onanisme. (Voir ici). La raison pour laquelle ce dernier terme en est venu à signifier masturbation est mystérieuse.
Coitus more ferarum« Accouplement à la manière des bêtes ». Position d'accouplement usuellement dite "en levrette".
Collige virgo rosas« Cueille les roses, jeune fille. » Le poème De rosis nascentibus ("Les boutons de roses"), dont ce vers est extrait, autrefois attribué à Virgile est maintenant généralement considéré comme dû à Ausone. Voir ici l'intégralité du poème en latin et ici la traduction de ce vers. Celui-ci a été adapté par Ronsard sous la forme suivante :
Donc, si vous me croyez, mignonne,
Tandis que vostre âge fleuronne
En sa plus verte nouveauté,
Cueillez, cueillez vostre jeunesse :
Comme à ceste fleur la vieillesse
Fera ternir vostre beauté.
Voir aussi Carpe diem.
Combinatio nova« Nouvelle combinaison » ou « Nouvelle dénomination ». Utilisé sous la forme abrégée "Comb. nov." dans la littérature spécialisée des sciences de la vie (bactériologie, botanique, mycologie, zoologie, etc.) pour signaler un nom, une désignation nouvelle.
Communibus locis« Lieux communs. » Latin moderne ; vocabulaire de la dialectique et de la philosophie.
Communicatio idiomatum« Communication des idiomes. » Vocabulaire de la théologie chrétienne.
Communis opinio« Opinion commune. » Latin moderne ; vocabulaire de la dialectique et de la philosophie.
Compos mentis« Maître de son esprit. » Désigne par antiphrase un "faible d'esprit".
Concordia civium murus urbium« La concorde entre les citoyens, voilà la muraille des villes. » Proverbe .
Condemnant quod non intellegunt« Ils condamnent ce qu'ils ne comprennent pas » ou « Ils condamnent parce qu'ils ne comprennent pas. » (Dans l'expression latine quod est ambigu.) (Proverbe ? [réf. nécessaire]). Voir aussi Damnant quod non intelligunt.
Conditio sine qua non« Condition absolument nécessaire. » Voir Sine qua non.
Confessio est regina probatio« L'aveu est la reine des preuves. » Adage juridique.
Confer« Compare à… ; réfère-toi à… ; rapporte-toi à… » Généralement abrégé en cf.
Confœderatio Helvetica« Confédération suisse » en français, nom en latin officiel du pays, d'où l'abréviation CH pour la norme ISO 3166-1 alpha-2, (liste des codes pays), le domaine Internet, etc.
Conjunctis viribus« Forces unies. »
Consuetudinis vis magna est« La force de l'habitude est puissante. » Cicéron, Les Tusculanes, II, xvii, 40. Le texte complet du paragraphe est ici
Consuetudo altera natura est« L'habitude est une seconde nature. » Cicéron, Des vrais biens et des vrais maux, 5, 25, 74. Voir le texte du paragraphe ici.
Consuetudo est jus quodam moribus institutum, quod pro lege usurpatur ubi deficit lex« La coutume est une variété du droit établie par les mœurs ; elle tient lieu de loi là où la loi fait défaut. » Adage juridique.
Consummatum est« Tout est accompli. » Derniers mots de Jésus sur la croix, selon l’Évangile de Jean, 19, 30. Voir le contexte ici.
Contemptus saeculi« Mépris du monde, du siècle, de la mode. » Formule employée par le sage qui méprise les vanités du monde. [réf. nécessaire]
Contemplata aliis tradere« Communiquer aux autres ce que l'on a contemplé. » Formule de saint Thomas d'Aquin, devenue la devise des Dominicains.
Contra bonos mores« Contre les bonnes mœurs. »
Contra factum non datur argumentum« Contre un fait il n'est point d'arguties. » Adage juridique.
Contra legem« Contre la loi. »
Contra principia negantem non est disputandum« Inutile de discuter lorsqu'on ne s'accorde pas sur les principes. »
Contra spem in spem credidit« Celui qui a cru contre toute espérance. » Référence au sacrifice d'Abraham. Voir ici la référence biblique (Romains, 4, 18-19.)
Contra vim mortis non est medicamen in hortis« Il n'y a dans le jardin aucun remède à la puissance de la mort. » (Proverbe ? [réf. nécessaire]).
Contradictio in terminis« Contradiction dans les termes. » En rhétorique, on dit aussi oxymore.
Cor ad cor loquitur« Le cœur parle au cœur. » Devise du cardinal John Henri Newman, fréquemment attribuée à Saint Augustin mais qui apparaît d'abord dans une lettre de Saint François de Sales sous la forme Cor cordi loquitur (qui a le même sens).
Cor unum« D'un seul cœur. » Devise de nombreuses institutions catholiques.
Coram Deo« En présence de Dieu. » Formule de liturgie chrétienne signifiant qu'une action, un sacrement, accompli en la présence de Dieu, est particulièrement solennel.
Coram populo« En présence du peuple, publiquement. » Formule affirmant la solennité d'une manifestation effectuée "en présence du peuple", "sous les yeux de tous".
Corpus Christi« Le corps du Christ. » L'Eucharistie.
Corpus delicti« Le corps du délit. » Latin médiéval. Terme de jurisprudence encore en usage, issu du droit médiéval et désignant la constatation légale d'un délit ou d'un crime, c'est-à-dire la qualification d'un fait comme objet de droit. (D'après Encyclopédie des Gens du Monde ; Répertoire universel des sciences, des lettres et des arts, Paris, 1836.)
Corpus Juris Canonici« Compilation du droit canon de l'Église catholique. » Graphie classique : Codex Iuris Canonici.
Corpus Juris Civilis« Recueil des lois civiles. » Compilation de lois établie en 529-534 sous l'autorité de l'empereur d'Orient Justinien 1er. Graphie classique : Codex Iuris Civilis.
Corrigenda« Choses à corriger. »
Corruptio optimi pessima« La corruption de ce qu'il y a de meilleur est la pire. » Grégoire I, pape (~540-604) (? [réf. nécessaire]).
Corruptissima re publica plurimae leges« C'est lorsque la république est la plus corrompue que les lois se multiplient le plus. » Tacite, Annales, 3, 27. Voir ici le contexte.
Cras amet qui nunquam amavit ; quique amavit, cras amet« Qu'il aime demain celui qui n'a jamais aimé, et que celui qui a aimé aime demain encore. » Refrain du poème “Pervigilium Veneris” dû à l'auteur inconnu, vraisemblablement du IVe siècle, du Panégyrique latin.
Credat Judaeus Apella« Que le Juif Apelle le croie. » En français familier "À d'autres", ou  "Tu l'as dit bouffi". "Apelle" est un nom juif de fantaisie. Le nom "Apelle" (c'est-à-dire "Sans peau") renvoie à la circoncision, qui était, chez les Romains comme chez les Grecs, source d'étonnement, de dégoût et de dérision.
Credo in Unum Deum« Je crois en un seul Dieu. » Premier verset de la prière chrétienne du Credo.
Credo quia absurdum« Je le crois parce que c'est absurde. » Formule attribuée à Tertullien. Celui-ci enseigne que le propre de la vérité divine, est qu'elle ne peut pas être comprise et doit juste être crue (et que si elle était compréhensible, elle en serait pas divine).
Crimen laesae majestatis« Crime de lèse-majesté. » Dans l'ancien droit, on confondait les crimes contre l'État et les crimes contre la personne du souverain. Ce n'est qu'en 1832 qu'en droit français, les atteintes à la personne du Chef de l'État furent clairement distinguées des crimes contre l'État.
Cui bono ?« Pour quel profit ? » Cicéron, Pro Milone, 12, 32. Voir le texte ici.
Cui prodest« Qui en tire profit. » Forme raccourcie du vers Cui prodest scelus is fecit « Le crime est à celui qui en recueille les fruits. » Sénèque, Médée, 500, ou “À qui profite le crime.” Voir Cui bono ?.
Cuique suum reddere« À chacun son dû. »
Cujus regio, ejus religio« Tel prince, telle religion. » La religion du Prince est celle de ses sujets. Principe établi lors de la paix d'Augsbourg pour régler le problème religieux.
Cuiusvis hominis est errare« Il appartient à tout homme de se tromper. » Cicéron, Philippiques, 12, 2, 5. Voir le texte source ici. Voir aussi Errare humanum est.
Culpa lata dolo aequiparatur« La faute lourde équivaut à un dommage. » Adage juridique. Lorsqu’elle est particulièrement lourde, la faute d’imprudence ou de négligence est assimilée au dol : la conséquence ne ressortit plus des dommages involontaires mais des dommages volontaires.
Cum dolet infirmus, medicus fit pignore firmus; eo deliberato, dolet de pignore dato« Lorsque le malade éprouve de la douleur, il promet au médecin une récompense pour sa guérison; mais une fois guéri, il éprouve de la douleur pour la promesse faite. »
Cum grano salis« Avec un grain de sel. » C'est-à-dire : “Avec recul, avec ironie, avec prudence, avec un peu de scepticisme". Cette expression mérite quelques observations :
- Elle est assez commune dans le monde anglo-saxon "grain of salt", dans les langues germaniques ainsi qu'en italien ;
- Elle est inutilisée dans le monde francophone  (à l'exception des ouvrages universitaires). (Mais la locution mettre son grain de sel a peut-être quelque rapport) ;
- L'expression se trouve dans Pline l'Ancien, Histoire naturelle, 23, 77, 2 ; voir ici;
- Toutefois, ni le style de Pline en général, ni le texte ci-dessus ne prêtent particulièrement à l'ironie. Il est donc vraisemblable que la formule a une origine différente ou plus ancienne et qu'on a trouvé dans ce texte de Pline une référence de circonstance. Certaines sources font référence à l'Ancien Testament [réf. nécessaire].

Cum hoc ergo propter hoc« Avec cela donc à cause de cela. » Sophisme qui consiste à prétendre que si deux événements sont corrélés alors il y a un lien de cause à effet entre les deux.
Cum laude« Avec louange. » La plus petite des mentions honorifiques décernées dans le cursus universitaire.
Cum tacent, consentiunt« Qui ne dit mot consent. » (Proverbe).
Cura ut valeas !« Prends soin de toi. »
Curriculum vitæ« Cours de la vie. » Le Curriculum vitæ résume l'expérience.
Custos morum« Gardien des mœurs, censeur. »

### Cælum non animum mutant qui trans mare currunt
Horace, Épîtres, 1, 11, 25-29. [Traduction : Ch.-M. Leconte de Lisle (1818-1894), Horace, traduction nouvelle ; Paris, A. Lemerre, 1911.]
| Nam si ratio et prudentia curas, non locus effusi late maris arbiter aufert, cælum, non animum mutant, qui trans mare currunt. Strenua non exercet inertia; nauibus atque quadrigis petimus bene uiuere. | Car, si c'est la raison et la sagesse qui dissipent les soucis, et non les lieux qui dominent la vaste mer, en traversant celle-ci on change de ciel, non d'esprit ; et nous nous épuisons en une oisiveté laborieuse, montant pour vivre heureux sur des nefs et des quadriges. |
Retour à la liste des locutions latines

### Cantabit vacuus coram latrone viator
Juvénal, Satires, 10, 19-27. [Traduction : Henri Clouard, Juvénal et Perse ; Paris, Garnier, 1934.]
| Pauca licet portes argenti uascula puri         | Si, avec le moindre vase d'argent uni,                             |
| nocte iter ingressus, gladium contumque timebis | on sort la nuit, on craint le glaive et l'épieu ;                  |
| et mota ad lunam trepidabis harundinis umbra :  | l'ombre d'un roseau qui bouge au clair de lune fait frissonner,    |
| cantabit uacuus coram latrone uiator.           | tandis que le voyageur aux poches vides chantera au nez du voleur. |
| Prima fere uota et cunctis notissima templis    | Le vœu le plus commun, qui s'entend dans tous les temples,         |
| diuitiae, crescant ut opes, ut maxima toto      | c'est que nos richesses et ressources augmentent,                  |
| nostra sit arca foro.                           | c'est que notre coffre-fort soit le mieux garni du Forum.          |
| Sed nulla aconita bibuntur fictilibus ;         | Pourtant aucun poison ne se boit dans l'argile ;                   |
| tunc illa time cum pocula sumes                 | au contraire, tremble, si tu prends en main                        |
| gemmata et lato Setinum ardebit in auro.        | une coupe décorée de pierreries et si le Sétine pétille dans l'or. |
Retour à la liste des locutions latines

### Caput inter nubila
Ovide, l’Énéide, 4, 2, 174-190. [Traduction : Université catholique de Louvain.]
| Extemplo Libyae magnas it Fama per urbes — Fama, malum qua non aliud uelocius ullum ; mobilitate uiget, uiresque adquirit eundo, parua metu primo, mox sese attollit in auras, ingrediturque solo, et caput inter nubila condit. Illam Terra parens, ira inritata deorum, extremam ut perhibent Coeo Enceladoque sororem progenuit, pedibus celerem et pernicibus alis, monstrum horrendum, ingens, cui, quot sunt corpore plumae tot uigiles oculi subter, mirabile dictu, tot linguae, totidem ora sonant, tot subrigit aures. Nocte uolat caeli medio terraeque per umbram, stridens, nec dulci declinat lumina somno ; luce sedet custos aut summi culmine tecti, turribus aut altis, et magnas territat urbes ; tam ficti prauique tenax, quam nuntia ueri. Haec tum multiplici populos sermone replebat gaudens, et pariter facta atque infecta canebat. | Aussitôt, la Rumeur parcourt les grandes villes de Libye — la Rumeur, de tous les maux le plus véloce : la mobilité accroît sa vigueur et la marche lui donne des forces ; petite d'abord par peur, elle s'élève bientôt dans les airs, et, tout en foulant le sol, tient la tête cachée dans les nuages. La Terre sa mère, par colère contre les dieux, l'a mise au monde pour donner, selon la légende, une dernière sœur à Céus et Encélade ; rapide car dotée de pieds et d'ailes agiles, monstre horrible, gigantesque ; autant porte-t-elle de plumes sur son corps, autant possède-t-elle sous ces plumes d'yeux vigilants (étonnant à dire !), autant de langues, autant de bouches sonnantes, autant d'oreilles dressées. La nuit, elle vole entre le ciel et la terre, grinçant dans l'ombre, et ne ferme point les yeux pour se livrer au doux sommeil ; le jour, elle guette, postée au sommet d'un toit ou sur de hautes tours et sème la terreur dans les grandes cités, opiniâtre messagère d'inventions, de faux et de vérité. Elle se plaît à répandre partout les propos les plus divers, et diffuse tout à la fois ce qui est et ce qui n'est pas arrivé. |
Retour à la liste des locutions latines

### Carpe diem
Horace, Odes, 1, 11, 8. [Traduction : Ch.-M. Leconte de Lisle (1818-1894), Horace, traduction nouvelle ; Paris, A. Lemerre, 1911.]
| Tu ne quaesieris (scire nefas) quem mihi, quem tibi finem di dederint, Leuconoe, nec Babylonios temptaris numeros. Vt melius quicquid erit pati ! Seu pluris hiemes seu tribuit Iuppiter ultimam, quae nunc oppositis debilitat pumicibus mare Tyrrhenum, sapias, uina liques et spatio breui spem longam reseces. Dum loquimur, fugerit inuida aetas : carpe diem, quam minimum credula postero. | Ne cherche pas à connaître, il est défendu de le savoir, quelle destinée nous ont faite les Dieux, à toi et à moi, ô Leuconoé ; et n'interroge pas les Nombres Babyloniens. Combien le mieux est de se résigner, quoi qu'il arrive ! Que Jupiter t'accorde plusieurs hivers, ou que celui-ci soit le dernier qui heurte maintenant la mer Tyrrhénienne contre les rochers immuables, sois sage, filtre tes vins et mesure tes longues espérances à la brièveté de la vie. Pendant que nous parlons, le temps jaloux s'enfuit. Cueille le jour, et ne crois pas au lendemain. |
Retour à la liste des locutions latines

### Cedant arma togae
Cicéron, Des Devoirs, 1, 22, 77. [Traduction : Charles Appuhn, Cicéron, De la vieillesse, De l'amitié, Des devoirs ; Paris, Garnier, 1933.]
| Illud autem optimum est, in quod invadi solere ab improbis et invidis audio "cedant arma togae concedat laurea laudi". Ut enim alios omittam, obis rem publicam gubernantibus nonne togae arma cesserunt? Neque enim periculum in re publica fuit gravius umquam nec maius otium. Ita consiliis diligentiaque nostra celeriter de manibus audacissimorum civium delapsa arma ipsa ceciderunt. Quae res igitur gesta umquam in bello tanta? qui triumphus conferendus? | Il n'est rien de plus beau que l'idée exprimée dans ce vers qui a donné prise à tant d'attaques des mauvais citoyens et des envieux : "que les armes le cèdent à la toge, les lauriers du soldat vainqueur à la louange du courage civique". Pour ne pas citer d'autres exemples, n'est-il pas vrai qu'au temps où je gouvernais, la république les armes l'ont cédé à la toge ? Jamais la république ne courut plus grand danger et jamais la paix ne fut plus profonde : par ma décision, par mon activité, les armes sont d'elles-mêmes tombées des mains des citoyens les plus audacieux. Quel fait de guerre eut jamais tant de grandeur, quel triomphe est comparable ? |
Retour à la liste des locutions latines

### Christianos ad leones
Tertullien, Apologétique, 40, 2. [Traduction : J.-A.-C. Buchon, Choix de monuments primitifs de l'église chrétienne ; Paris, Delagrave, 1882.]
| At e contrario illis nomen factionis accommodandum est, qui in odium bonorum et proborum conspirant, qui aduersum sanguinem innocentium conclamant, praetexentes sane ad odii defensionem illam quoque uanitatem, quod existiment omnis publicae cladis, omnis popularis incommodi Christianos esse in causam. Si Tiberis ascendit in moenia, si Nilus non ascendit in arua, si caelum stetit, si terra mouit, si fames, si lues, statim : "Christianos ad leonem !" acclamatur. Tantos ad unum ? | Une assemblée de gens de bien, de gens vertueux, pieux et chastes, n'est point une faction, c'est un sénat : le nom de faction convient à ceux qui conspirent contre ces hommes vertueux ; qui demandent à grands cris leur sang ; qui prennent pour prétexte de leur haine que les chrétiens sont la cause de toutes les calamités publiques. Pitoyable prétexte ! Si le Tibre inonde Rome, si le Nil n'inonde point les campagnes, si le ciel est fermé, si la terre tremble, s'il survient une famine, une peste, on entend crier aussitôt : « Les chrétiens aux lions ! » Quoi ! tous les chrétiens aux lions ! |
| Oro uos, ante Tiberium, id est ante Christi aduentum, quantae clades orbem et urbes ceciderunt ! Legimus Hieran, Anaphen et Delon et Rhodon et Co insulas multis cum milibus hominum pessum abisse. Memorat et Plato maiorem Asiae uel Africae terram Atlantico mari ereptam. Sed et mare Corinthium terrae motus ebibit, et uis undarum Lucaniam abscisam in Siciliae nomen relegauit. | Mais dites-moi, je vous prie, avant Tibère, c'est-à-dire avant la naissance de Jésus-Christ, la terre, les villes n'ont-elles pas éprouvé les plus grands malheurs ? L'histoire ne nous apprend-elle pas que Hiérapolis, que les îles de Délos, de Rhode et de Cos ont été submergées avec plusieurs milliers d'hommes ? Platon assure que la mer Atlantique a couvert la plus grande partie du continent de l'Asie ou de l'Afrique. Un tremblement de terre a mis à sec la mer de Corinthe. La violence des flots a détaché la Lucanie de l'Italie, et en a fait l'île de Sicile.                                  |
| Haec utique non sine iniuria incolentium accidere potuerunt. Ubi uero tunc, non dicam deorum uestrorum contemptores Christiani, sed ipsi dei uestri, cum totum orbem cataclysmus aboleuit uel, ut Plato putauit, campestre solummodo ? | De tels changements dans le globe n'ont pu arriver sans faire périr quantité d'hommes. Où étaient, je ne dis pas les chrétiens, ces contempteurs de vos dieux, où étaient vos dieux eux-mêmes, lorsque le déluge a submergé toute la terre, ou du moins les plaines, comme Platon l'a prétendu ? |
Retour à la liste des locutions latines

### Cibi condimentum est fames
Cicéron, Des vrais biens et des vrais maux, 2, 28, 90. [Traduction : M. Guyau, Des suprêmes biens et des suprêmes maux, d'après Cicéron ; Paris, Delagrave, 1875.]
| Sapientem locupletat ipsa natura, cuius diuitias Epicurus parabiles esse docuit. Haec bene dicuntur, nec ego repugno, sed inter sese ipsa pugnant. negat enim tenuissimo uictu, id est contemptissimis escis et potionibus, minorem uoluptatem percipi quam rebus exquisitissimis ad epulandum. huic ego, si negaret quicquam interesse ad beate uiuendum quali uteretur uictu, concederem, laudarem etiam; uerum enim diceret, idque Socratem, qui uoluptatem nullo loco numerat, audio dicentem, cibi condimentum esse famem, potionis sitim. sed qui ad uoluptatem omnia referens uiuit ut Gallonius, loquitur ut Frugi ille Piso, non audio nec eum, quod sentiat, dicere existimo. | Épicure nous apprend que le sage est assez riche des seuls biens de la nature, qui sont toujours sous notre main. Soit, et je pense comme lui ; mais voici encore une contradiction. Il soutient qu'il n'y a pas moins de volupté à se nourrir des choses les plus viles, et à ne boire que de l'eau, qu'à jouir de tout le luxe de la table. S'il disait que, pour vivre heureusement, il n'importe pas de quoi on vive, j'en ferais d'accord ; et je le louerais même, car il dirait vrai. Et quand Socrate, qui ne faisait nul cas de la volupté, dit que le meilleur assaisonnement du boire et du manger est la soif et la faim, je l'écoute ; mais je n'écoute pas un homme qui, rapportant tout à la volupté, parle comme le frugal Pison et vit comme Gallonius, car je ne puis croire qu'il exprime sa véritable pensée. |
Retour à la liste des locutions latines

### Cogito ergo sum
René Descartes, Méditations métaphysiques, 2, 3, 1641.
| Sed est deceptor nescio quis, summe potens, summe callidus, qui de industriâ me semper fallit. Haud dubie igitur ego etiam sum, si me fallit; & fallat quantum potest, nunquam tamen efficiet, ut nihil sim quamdiu me aliquid esse cogitabo. Adeo ut, omnibus satis superque pensitatis, denique statuendum sit hoc pronuntiatum, Ego sum, ego existo, quoties a me profertur, vel mente concipitur, necessario esse verum. | Mais il y a un je ne sais quel trompeur très puissant et très rusé, qui emploie toute son industrie à me tromper toujours. Il n'y a donc point de doute que je suis, s'il me trompe ; et qu'il me trompe tant qu'il voudra il ne saurait jamais faire que je ne sois rien, tant que je penserai être quelque chose. De sorte qu'après y avoir bien pensé, et avoir soigneusement examiné toutes choses, enfin il faut conclure, et tenir pour constant que cette proposition : Je suis, j'existe, est nécessairement vraie, toutes les fois que je la prononce, ou que je la conçois en mon esprit. |

Retour à la liste des locutions latines

### Coitus interruptus
Texte de la Bible concernant Onan : Genèse, 38, 6-10. [Traduction : Louis Segond, 1910.]
| 6. Juda prit pour Er, son premier-né, une femme nommée Tamar. 7. Er, premier-né de Juda, était méchant aux yeux de l'Éternel ; et l'Éternel le fit mourir. 8. Alors Juda dit à Onan : Va vers la femme de ton frère, prends-la comme beau-frère et suscite une postérité à ton frère. 9. Onan, sachant que cette postérité ne serait pas à lui, se souillait à terre alors qu'il allait vers la femme de son frère, afin de ne pas donner de postérité à son frère. 10. Ce qu'il faisait déplut à l'Éternel, qui le fit aussi mourir. |
Retour à la liste des locutions latines

### Collige virgo rosas
De rosis nascentibus, « Les boutons de roses » attribué à Virgile et plus sûrement à Ausone. Vers 49-50.
Traduction versifiée non littérale.
| collige, virgo, rosas dum flos novus et nova pubes, | mignonne, tant que la rose et toi sont dans la fleur de l'âge,  |
| et memor esto aevum sic properare tuum.             | cueille la rose et souviens-toi que comme elle tu te flétriras. |
Retour à la liste des locutions latines

### Consuetudinis vis magna est
Cicéron, Les Tusculanes, 2, 17, 40. [Traduction :  Collection des Auteurs latins publiés sous la direction de M. Nisard ; Œuvres complètes de Cicéron, t. IV ; Paris, Dubochet, 1841.]
| Ubi fortuna Hectoris nostram acrem aciem inclinatam - et cetera explicat in dolore. Sic est enim intemperans militaris in forti uiro gloria. Ergo haec ueteranus miles facere poterit, doctus uir sapiensque non poterit ? Ille uero melius, ac non paulo quidem. 40 Sed adhuc de consuetudine exercitationis loquor, nondum de ratione et sapientia. Aniculae saepe inediam biduum aut triduum ferunt. Subduc cibum unum diem athletae: iouem, iouem Olympium, eum ipsum cui se exercebit, implorabit, ferre non posse clamabit. Consuetudinis magna uis est. Pernoctant uenatores in niue, in montibus uri se patiantur, inde pugiles caestibus contusi ne ingemescunt quidem. Sed quid hos quibus Olympiorum uictoria consulatus ille antiquus uidetur ? gladiatores, aut perditi homines aut barbari, quas plagas perferunt! quo modo illi, qui bene instituti sunt, accipere plagam malunt quam turpiter uitare! quam saepe apparet nihil eos malle quam uel domino satis facere uel populo! mittunt etiam uulneribus confecti ad dominos qui quaerant quid uelint; si satis eis factum sit, se uelle decumbere. Quis mediocris gladiator ingemuit, quis uultum mutauit umquam ? quis non modo stetit, uerum etiam decubuit turpiter ? quis, cum decubuisset, ferrum recipere iussus collum contraxit ? | "Hector, à qui les Dieux prêtaient leur assistance, voyant de nos guerriers mollir la résistance, etc." car il en vient au détail, malgré sa douleur; emporté par cette intempérance de gloire, dont un brave ne peut se défendre. Un homme éclairé, un philosophe ne pourra-t-il donc pas aussi bien qu'un vieux guerrier, montrer de la patience dans ses douleurs ? Oui sans doute il le pourra, et incomparablement mieux. Mais nous n'en sommes pas encore aux secours qui se tirent de sa raison : il s'agit présentement de ceux qui naissent de l'habitude. Une petite femme décrépite jeûnera sans peine deux et trois jours. Retranchez la nourriture à un athlète pendant vingt-quatre heures, il se croira mort et appellera Jupiter à son aide, ce Jupiter l'Olympien, à qui ses travaux sont consacrés. Telle est la force de l'habitude. Passer les nuits au milieu des neiges, et brûler toute la journée au soleil, c'est l'ordinaire des chasseurs. On n'entend pas même gémir ces athlètes, qui se meurtrissent à coups de cestes. Que dis-je ? Une victoire remportée aux jeux Olympiques est à leurs yeux ce qu'a été autrefois le consulat dans Rome. Mais les gladiateurs, des scélérats, des barbares, jusqu'où ne poussent-ils point la constance ? Pour peu qu'ils sachent bien leur métier, n'aiment-ils pas mieux recevoir un coup, que de l'esquiver contre les règles ? On voit que ce qui les occupe davantage, c'est le soin de plaire, et à leur maître, et aux spectateurs. Tout couverts de blessures, ils envoient demander à leur maître s'il est content : que s'il ne l'est pas, ils sont prêts à tendre la gorge. Jamais le moindre d'entre eux a-t-il, ou gémi, ou changé de visage ? Quel art dans leur chûte même, pour en dérober la honte aux yeux du public ? Renversés enfin aux pieds de leur adversaire, s'il leur présente le glaive, tournent-ils la tête ? |
Retour à la liste des locutions latines

### Consuetudo altera natura est
Cicéron, Des vrais biens et des vrais maux, 5, 25, 74. [Traduction : Collection des auteurs latins publiés sous la direction de M. Nisard ; Œuvres complètes de Cicéron t. III ; Paris, Dubochet, 1840.]
| Quin etiam ipsi uoluptarii deuerticula quaerunt et uirtutes habent in ore totos dies uoluptatemque primo dumtaxat expeti dicunt, deinde consuetudine quasi alteram quandam naturam effici, qua inpulsi multa faciant nullam quaerentes uoluptatem. | Il n'y a pas jusqu'aux voluptueux qui ne cherchent des subterfuges et qui n'aient sans cesse le nom de la vertu à la bouche ; ils disent que c'est bien à la volupté que la nature se porte d'abord, mais que l'habitude est comme une seconde nature, par l'impulsion de laquelle on fait ensuite beaucoup de choses, sans avoir la volupté pour objet. |
Retour à la liste des locutions latines

### Consummatum est
Évangile de Jean. Texte latin : Vulgate. [Traduction : Louis Segond, 1910.]
| 28. Postea sciens Iesus quia iam omnia consummata sunt ut consummaretur scriptura dicit 'sitio' 29. vas ergo positum erat aceto plenum illi autem spongiam plenam aceto hysopo circumponentes obtulerunt ori eius 30. cum ergo accepisset Iesus acetum dixit 'consummatum est' et inclinato capite tradidit spiritum. | 28. Après cela, Jésus, qui savait que tout était déjà consommé, dit, afin que l'Écriture fût accomplie : « j'ai soif. » 29. Il y avait là un vase plein de vinaigre. Les soldats en remplirent une éponge et, l'ayant fixée à une branche d'hysope, ils l'approchèrent de sa bouche. 30. Quand Jésus eut pris le vinaigre, il dit : « Tout est accompli. » Et, baissant la tête, il rendit l'esprit. |
Retour à la liste des locutions latines

### Contra spem in spem credidit
Vulgate, Romains, 4, 18-19. [Traduction : Louis Segond, 1910.]
| [Abraham] qui contra spem in spem credidit[2] ut fieret pater multarum gentium secundum quod dictum est sic erit semen tuum. | Espérant contre toute espérance, [Abraham] crut, en sorte qu'il devint père d'un grand nombre de nations, selon ce qui lui avait été dit : Telle sera ta postérité. |
Retour à la liste des locutions latines

### Corruptissima re publica plurimae leges
Tacite, Annales, 3, 27. [Traduction : Œuvres complètes de Tacite traduites en français avec une introduction et des notes par J. L. Burnouf ; Paris, Librairie de L. Hachette et Cie, rue Pierre-Sarrazin, no 14, 1859.]
| …Aduersum patrum factiones multa populus parauit tuendae libertatis et firmandae concordiae, creatique decemuiri et accitis quae usquam egregia compositae duodecim tabulae, finis aequi iuris : nam secutae leges etsi aliquando in maleficos ex delicto, saepius tamen dissensione ordinum et apiscendi inlicitos honores aut pellendi claros uiros aliaque ob praua per uim latae sunt […] Ac ne bello quidem Italico, mox ciuili omissum quin multa et diuersa sciscerentur, donec L. Sulla dictator abolitis uel conuersis prioribus, cum plura addidisset, otium eius rei haud in longum parauit, statim turbidis Lepidi rogationibus neque multo post tribunis reddita licentia quoquo uellent populum agitandi. Iamque non modo in commune sed in singulos homines latae quaestiones, et corruptissima re publica plurimae leges. | …Le peuple, en vue d'assurer sa liberté et d'affermir la concorde, se donna, contre les entreprises des patriciens, de nombreuses garanties. Des décemvirs furent créés, qui, empruntant aux législations étrangères ce qu'elles avaient de meilleur, en formèrent les Douze Tables, dernières lois dont l'équité soit le fondement : car si celles qui suivirent eurent quelquefois pour but de réprimer les crimes, plus souvent aussi, nées de la division entre les ordres, d'une ambition illicite, de l'envie de bannir d'illustres citoyens, ou de quelque motif également condamnable, elles furent l'ouvrage de la violence […] Ni la guerre italique, ni la guerre civile, qui la suivit de près, n'empêchèrent d'éclore une foule de lois, souvent contradictoires ; jusqu'à ce que L. Sylla, dictateur, après en avoir aboli, changé, ajouté un grand nombre, fît trêve aux nouveautés, mais non pour longtemps ; car les séditieuses propositions de Lépidus éclatèrent aussitôt, et la licence ne tarda pas à être rendue aux tribuns d'agiter le peuple au gré de leur caprice. Alors on ne se borna plus à ordonner pour tous ; on statua même contre un seul, et jamais les lois ne furent plus multipliées que lorsque l'État fut le plus corrompu. |
Retour à la liste des locutions latines

### Cui bono?
Cicéron, Pro Milone, 12, 32. [Traduction : Collection des Auteurs latins publiés sous la direction de M. Nisard ; Œuvres complètes de Cicéron, t. III ; Paris, Dubochet, 1840.]
| Itaque illud Cassianum 'cui bono fuerit' in his personis valeat; etsi boni nullo emolumento impelluntur in fraudem, improbi saepe parvo. | Que le mot de Cassius : "À qui l'action a-t-elle dû profiter ?" nous dirige donc et nous aide dans nos recherches. Si nul motif ne peut engager l'honnête homme à faire le mal, souvent un léger intérêt y détermine le méchant. |
Retour à la liste des locutions latines

### Cum grano salis
Pline l'Ancien, Histoire naturelle, 23, 77, 2. [Traduction : Émile Littré ; Histoire naturelle de Pline t. II ; Paris, J.J. Dubochet, Le Chevalier et Comp., Paris, 1850.]
| Après la défaite de Mithridate, puissant monarque, Cn. Pompée trouva dans ses archives secrètes une recette que ce prince avait écrite de sa propre main ; c'était un antidote ainsi composé : Prenez deux noix sèches, deux figues, vingt feuilles de rue ; broyez le tout ensemble, après avoir ajouté un grain de sel : celui qui prendra ce mélange à jeun sera pour un jour à l'abri de tout poison. |
Retour à la liste des locutions latines